# Крљуштава повојњача
Крљуштава повоњача (Amanita vittadinii) је врста јестиве гљиве која углавном расте у скуповима од по 5-6 комада. Простире се на пјешчаним или глинено-пјешчаним теренима у близини мора на Средњем и Јужном Јадрану. У условима који су еколошки повољни за њен развој јавља се и на најнепогоднијим мјестима, као, рецимо, на плажама, гдје туристи све изгазе.

## Клобук
Клобук код Крљуштаве повоњаче је отприлике 7-15 центиметара. Код младих је полулоптаст и готово јајолик, касније све испруженији до готово раван; правилног и готово никад искривљеног руба, у младих подврнутог и неурезаног. Као загуљени скупови влакана, који се претварају у крљушти и у зрнасте творевине, покривају цијелу површину кожице, управо као код неких Macrolepiota. Ове крупније, дебље, неправиле зрнасте крљушти иако се скидају док је гњива свјежа, по сушењу чврсто се прилјепе уз кожицу. Основа је сребрнастобијела, крљушти код младих су такође бијеле или мало сивкасте, но убрзо бакарно посмеђе. И основа може према диску бити сивкаста, и она при притиску и сушењу бакарно посмеђи, но свјетлије од крљушти. Кожица се може лако скинути.
Листићи код младух су узлазно прирасли, тек развијенији постају слободни; с малобројним ламелулама. Дебели, густи и доста широки (чак више од 1 центиметар); врло сочни, и стога воденасто бјеличасто-сивкасти, са меснатим одсјајем из дна и крем нијансом гледано са стране.

## Стручак
Стручак је величине 1-2,8 центиметара. Достиже своју крајњу величину још прије него што се клобук развио; потпуно је ваљкаст, подједнако дебео на свим разинама (изузетно надоље полагано дебљи). Дакле нема булбу, а ни волву око ње. Често је искривљен, односно кривудав. Дно му је водоравно одсјечено, односно мало сужено и заобљено. Лежи веома плитко у земљи, готово као да је тек стављен у површину. Тврд је, пун и влакнаст. Такође је бијел, евентуално при врху мало жућкаст. При самом врху има двоструки опнасти прстен, а по цијелој дужини испод прстена је упадљиво крљуштаво разгуљен. Крљушти су махом трокутасте или барем зашиљене а оштрији врх им је управљен нагоре, као у шишарке; дебеле су и тврде и не дају се скинути. При додиру убрзо бакарно и готово ружичасто посмеђе и згњече се. Доња страна посебног вела, и кад од ње настане манжетна, осута је бијелим крупнијим зрнцима, готово грудвицама, а горња страна је глатка. Манжетна је неједнако дугих страна.

## Месо
Месо је веома сочно, доста дебело и тврдо, особито на стабиљци. Сњежнобијело, но у каналићима од црна жутосмеђе. Укус је слаткасто-бљутав, мирис у свјежих занемарљив, али у убраних убрзо постаје мучно-гадан, слично поквареном месу.
Што се тиче микроскопије споре су бијеле, елипсиоидне или (често) готово округле.

## Сродне и сличне врсте
Стручак без булбе и волве, готово сав покривен оштрим крљуштима, јасно издваја ову врсту од свих осталих бијелих Amanita. Тиме што нема крпица по рубу стабиљке и пјенасто-пахуљасте стабиљке јасно се разликује од Amanitae strobiliformis и ovoideae, а тиме што нема зеленкастих тонова и булбе разликује се од Amanitae enchinocephalae. По одсутности жутих зрнаца на рубу клобука и прстена дистанцира се од A. asperae, а по одсутности волве од A. curtipes.